# Albox
Albox è un comune spagnolo  situato nella comunità autonoma dell'Andalusia, provincia di Almería. È attraversato da un lungomare chiamato "Rambla de Albox".